# Lysandra syngrapha-inframarginata
Lysandra syngrapha-inframarginata är en fjärilsart som beskrevs av Bright och Leeds 1938. Lysandra syngrapha-inframarginata ingår i släktet Lysandra och familjen juvelvingar. Inga underarter finns listade i Catalogue of Life.